# Restinclières
Restinclières är en kommun i departementet Hérault i regionen Occitanien i södra Frankrike. Kommunen ligger i kantonen Castries som tillhör arrondissementet Montpellier. År 2022 hade Restinclières 2 573 invånare.

## Befolkningsutveckling
Antalet invånare i kommunen Restinclières
Referens:INSEE